# Hypogastrura rossi
Hypogastrura rossi är en urinsektsart som först beskrevs av John Tenison Salmon 1941.  Hypogastrura rossi ingår i släktet Hypogastrura och familjen Hypogastruridae. Inga underarter finns listade i Catalogue of Life.